# 安徽第二医学院
安徽第二医学院，原名安徽医学高等专科学校，是位于安徽省合肥市的一所公办普通高等专科学校，前身为1955年创建的合肥卫生学校，2002年定名为安徽医学高等专科学校。

## 校史沿革
1955年，安徽省合肥卫生学校开始筹建。1969年1月，学校下放到巢湖，改名为“安徽省巢湖卫生学校”。1974年9月5日，成立安徽省卫生干部进修学校。1978年7月25日，因文革中断的合肥卫生学校恢复。1990年6月2日，与安徽省卫生厅合作设立成人教育大专层次的临床医学、检验两个专业。1999年，与安徽医科大学、蚌埠医学院合作举办专科学历教育。2001年6月26日，安徽省人民政府同意在安徽省合肥卫生学校、安徽省卫生干部进修学校基础上成立安徽卫生职业技术学院。2002年3月21日，经教育部批准建立安徽医学高等专科学校。
2022年11月，安徽省卫健委决定安徽省医学科学研究院由安徽医学高等专科学校托管。

## 现状

### 院系专业
学校现设有8个系部，开设21个专业。
- 基础部
- 思政教研部
- 临床医学系
- 口腔医学系
- 医学技术系
- 护理学部
- 公共卫生与卫生管理系
- 药学系

### 师生概况
现有教职工439人，各类在校学生11500余人。

### 附属医院
学校现有3所附属医院：
- 安徽省第二人民医院
- 池州市第二人民医院
- 宁国市人民医院

## 合作院校
- 美国：布鲁姆菲尔德学院
- ：中源大学、白石大学
- 中華民國：敏惠医护管理高等专科学校、元培科技大学